# 張印立
張印立（？—？），號參我，山東青州府臨朐縣人，明朝政治人物。

## 生平
崇祯六年（1633年）癸酉科山東鄉試第六十二名舉人，崇禎十年（1637年），登丁丑科會試第二百三十六名，廷試三甲一百八十六名进士。户部观政，十一年授藁城知县，十四年升南京户部浙江司主事，十五年升陕西司郎中，十七年八月升杭州知府。

## 家族
曾祖张瑛，祖张凤鸣，父张显儒〔庠生〕。